# Argentinas flagga

Ornamental flagga.

Argentinas flagga härstammar från 1812 och består av tre horisontella band i ljusblått, vitt och ljusblått. 1818 lades den gula solen i mitten till.
Flaggan med solen på kallas den officiella ceremoniflaggan (spanska Bandera Oficial de Ceremonia) och en flagga utan sol är en ornamental flagga (Bandera de Ornato). Den ornamentala flaggan ska alltid hissas under den officiella ceremoniflaggan. Det är viktigt att lägga märke till att båda flaggorna anses vara nationsflaggan.

## Historia
Under Argentinas självständighetskrig uppmärksammade en befälhavare, Manuel Belgrano, att de båda stridande sidorna använde samma flaggfärger (Spaniens gula och röda). Han sägs därför ha skapat en flagga med de färger som hade använts av kreolerna under majrevolutionen 1810. Belgrano gillade att han nu kunde presentera en nationsflagga och skrev därför ett brev om den till juntaledarna. Juntan, som inte ville stöta sig med spanjorerna, svarade att flaggan inte skulle användas i striderna, men när det försenade svaret väl nådde fram användes redan den nya flaggan på slagfältet.
Flaggan hissades för första gången i Buenos Aires den 23 augusti 1812. Efter Argentinas självständighetsförklaring antogs flaggan av kongressen officiellt den 25 juli 1816.
För att skilja den militära och den civila flaggan åt lades solen till på krigsflaggan den 25 februari 1818. Solen var en kopia av den som fanns på det första argentinska myntet från 1813. Senare slutade solen att symbolisera krig, och blev då en del av den vanliga flaggan.
1938 beslutades att 20 juni skulle bli flaggans dag och nationaldag i Argentina. Man valde 20 juni eftersom det var Belgranos dödsdag.

## Officiell utformning och storlek
1978 beslutades att den officiella ceremoniflaggan ska vara 1,4 meter bred och 0,9 meter hög. Varje band är 0,3 meter högt. Flaggans proportioner blir då 9:14, men proportionerna 1:2 och 2:3 används också. Exakt vilka färger som ska användas är inte bestämt, mer än att det spanska ordet celeste ("azurblå") används för att beskriva den blå färgen. Nedanstående tabell visar lämpliga färger att använda.
| Färg               | RGB           | HTML    | HSV          | Lab         | CMYK           | Exempel |
| ------------------ | ------------- | ------- | ------------ | ----------- | -------------- | ------- |
| Azurblå            | 156, 196, 226 | #9BC4E2 | 201, 31, 89  | 77, -9, -20 | 37, 12, 3, 0   |         |
| Azurblå (websäker) | 153, 205, 255 | #99CCFF | 210, 40, 100 | 80, -3, -31 | 35, 10, 0, 0   |         |
| Vit                | 255, 255, 255 | #FFFFFF | 0, 0, 100    | 100, 0, 0   | 0, 0, 0, 0     |         |
| Guldgul            | 255, 205, 51  | #FFCD33 | 45, 80, 100  | 85, 8, 76   | 1, 19, 89, 0   |         |
| Svart              | 0, 0, 0       | #000000 | 0, 0, 0      | 0, 0, 0     | 75, 68, 67, 90 |         |

### Solen
Solen är en kopia från det första argentinska myntet, vars värde var åtta escudos (en spansk dollar). 1978 beslutades att solens färg skulle vara guldgul (amarillo oro), att solens inre diameter skulle vara tio centimeter, och den yttre 25 centimeter. Det gör att solens yttre omkrets är 5/6 av det vita bandets höjd. Solens ansikte är 2/5 av dess höjd. Solstrålarna är 32 stycken. På den officiella ceremoniflaggan måste solen broderas.

## Flaggans symbolik
Den mest utbredda förklaringen till vad flaggans färger symboliserar är att blått står för himlen, vitt molnen och gult frihetens lysande sol. En annan förklaring är att blått står för Río de la Plata och vitt för silver, eftersom "Argentina" kommer från det latinska ordet för silver, argentum. En tredje förklaring är att färgerna valdes eftersom de är huset Bourbons färger och ytterligare en att färgerna är från Jungfru Marias kläder.

## Provinsernas flaggor
Var och en av Argentinas 23 provinser och den autonoma staden Buenos Aires har egna flaggor.

Buenos Aires (autonom stad)
Buenos Aires (provins)
Catamarca
Chaco
Chubut
Córdoba
Corrientes
Entre Ríos
Formosa
Jujuy
La Pampa
La Rioja
Mendoza
Misiones
Neuquén
Río Negro
Salta
San Juan
San Luis
Santa Cruz
Santa Fe
Santiago del Estero
Tierra del Fuego (Eldslandet)
Tucumán

## Källhänvisningar
1. 1 2 3 4 5  "Argentina Flag". Countryreports.org. Läst 11 augusti 2014. (engelska)
2. 1 2  "Símbolos Patrios". Arkiverad 24 september 2014 hämtat från the Wayback Machine. Argentina.gob.ar. Läst 11 augusti 2014. (spanska)